# Strážný – Pod Obecním lesem
Strážný – Pod Obecním lesem je přírodní památka ev. č. 1235 asi 600 metrů jihozápadně od městyse Strážný v okrese Prachatice. Oblast spravuje Správa NP a CHKO Šumava. Důvodem ochrany je mezofilní louka s výskytem chráněného a ohroženého druhu – šafránu bělokvětého (Crocus albiflorus).

## Galerie

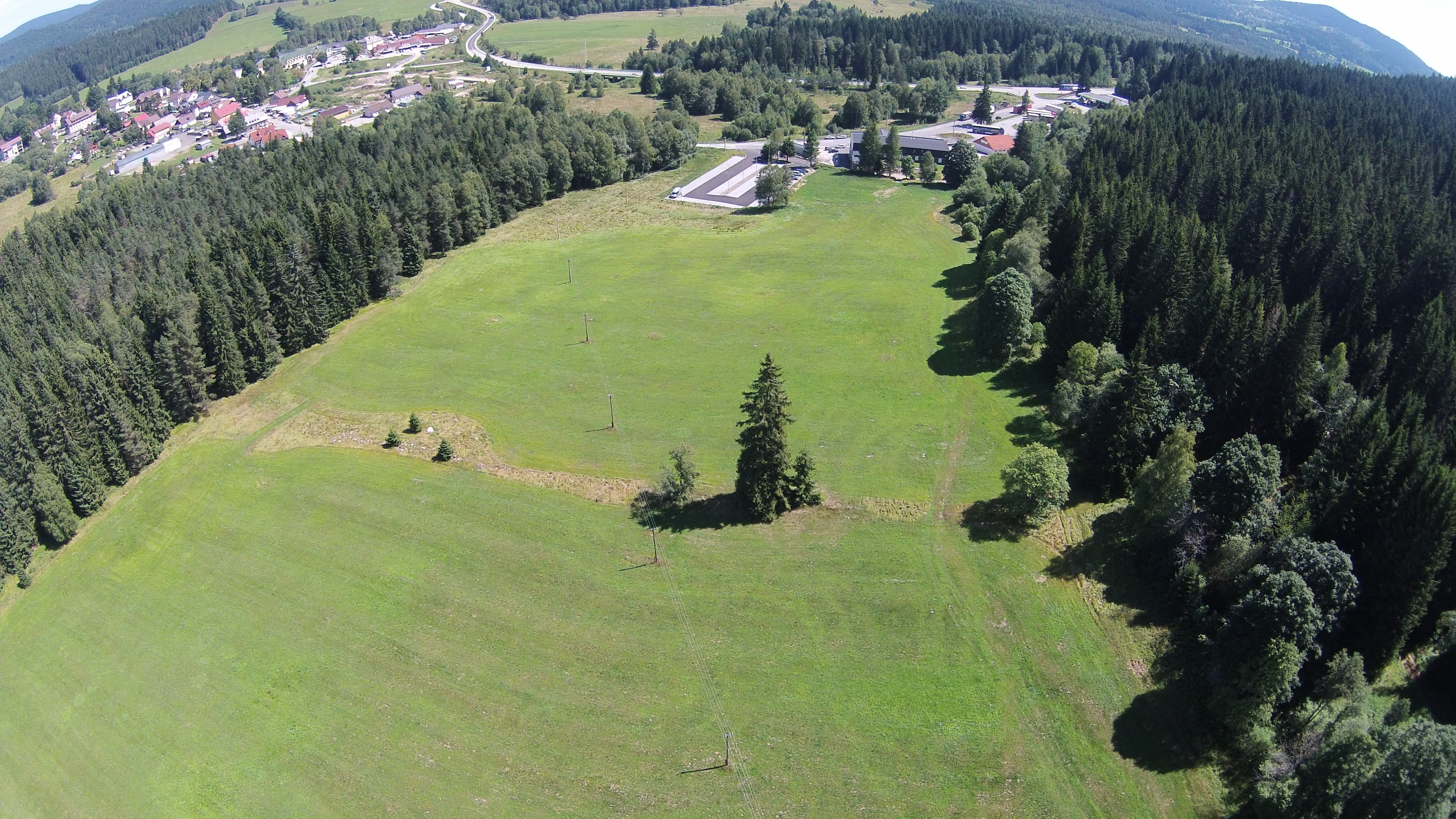
Letecký pohled směrem ke vsi
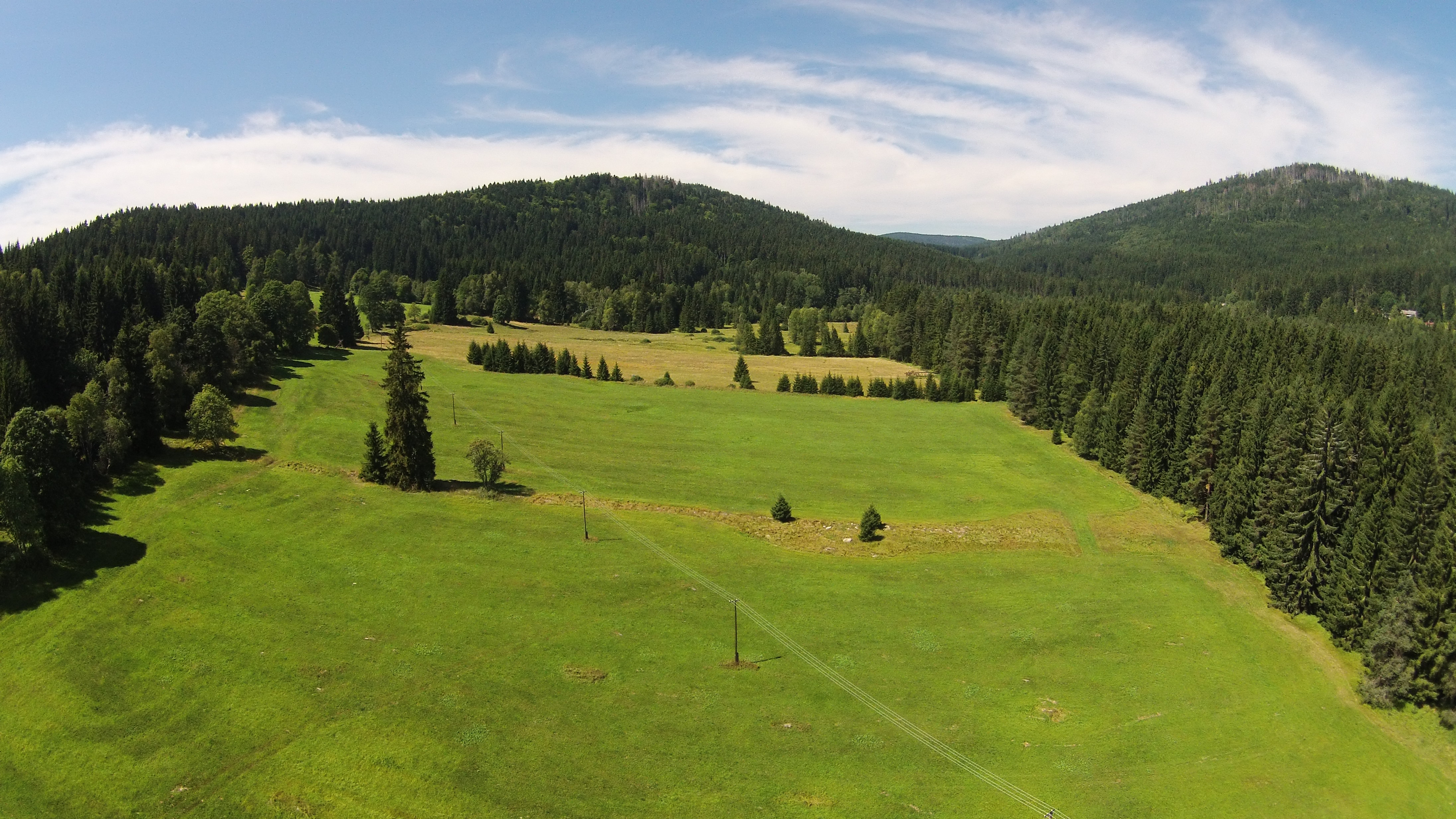
Letecký pohled
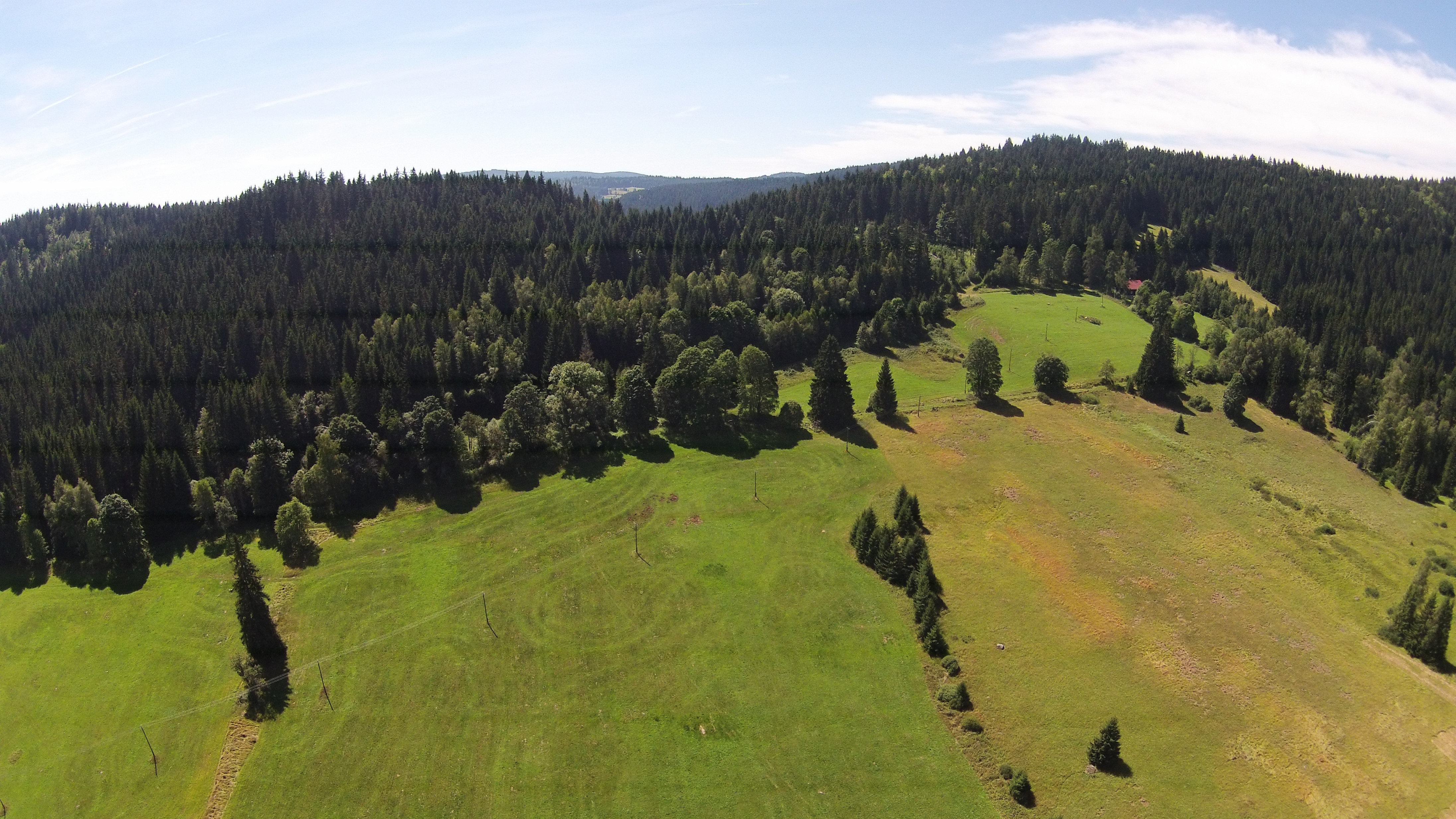
Letecký pohled